# Lucanus placidus
Espèce
Lucanus placidus est une espèce d'insectes coléoptères de la famille des Lucanidae que l'on rencontre en Amérique du Nord.

## Description
C'est un insecte mesurant entre 19 et 32 mm, avec des mandibules peu développées chez le mâle. Celui ne possède que quelques dents et une seule pour la femelle. Il est de couleur brun noirâtre, jusqu'à noir foncé. Les femelles de cette espèce ressemblent à celles de Lucanus capreolus, mais de couleur plus foncée, sans reflets bruns.

## Répartition
Cette espèce se rencontre de l'Ontario au Minnesota et au Nebraska, jusqu'en Caroline du Nord et au Texas au sud.

## Habitat
Lucanus placidus affectionne les terrains sablonneux.
Il apparaît à la fin du printemps et au début de l'été - de mai à juillet - selon les régions. Il est attiré par la lumière artificielle.